# ورزشگاه پود دوبنوم
ورزشگاه پود دوبنوم (اسلواکی: Štadión pod Dubňom) یک ورزشگاه فوتبال تماماً صندلی که در ژیلینا، اسلواکی واقع شده‌است و ورزشگاه خانگی باشگاه فوتبال ژیلینا می‌باشد.